# Bruixeria

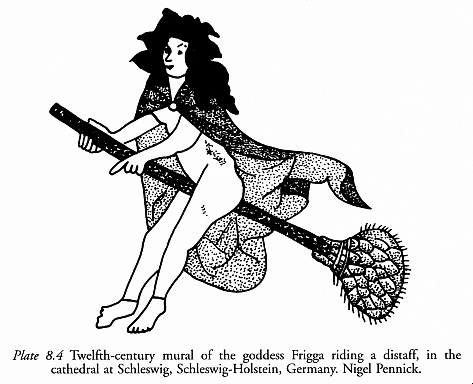
Bruixa en la iconografia popular, provinent d'una pintura mural del (possiblement fals, vegeu registre de la imatge)

La bruixeria és, segons els textos religiosos i de culte, el poder malèfic o màgic de produir fets sobrenaturals a través de la màgia, exercida per qui se suposa que té un pacte amb el diable, l'anomenada bruixa. La bruixeria és considerada o bé una qualitat innata (a manera de do) o que pot ser adquirida a través d'un pacte amb el diable.
La bruixeria es considera un culte diabòlic amb una litúrgia paròdica de la cristiana; els seus principals actes eren els infanticidi]s, el control de la meteorologia, els vols nocturns, les malediccions, la missa negra i les reunions del sàbat o aquelarre. El sàbat era un festí que se celebrava, com el nom indica, els dissabtes al vespre. En aquestes celebracions no hi faltava el menjar, la música i el que s'anomenava el bacium sub cauda (petó sota la cua) que feien les bruixes al diable. Aquest es diu que era encarnat per un boc (mascle de la cabra) i mantenia relacions amb les bruixes assistents a l'aquelarre. Algunes teories associen la bruixeria europea amb antigues religions paganes de la fertilitat, encara que cap d'aquestes no ha pogut ser demostrada. Per la seva relació amb el culte pagà funerari, la bruixa ha estat associada amb els megàlits. Les bruixes tenen una gran importància en el folklore de moltes cultures, i són part de la cultura popular.
Si bé aquest és el concepte més freqüent del terme bruixa, del segle xx ençà el terme ha estat reivindicat per sectes ocultistes i religions neopaganes, com la Wicca. La bruixeria és considerada una forma d'espiritisme. Un ús més detallat del terme s'empra per designar, en determinades societats, els mags o xamans.

## Antecedents històrics
Les primeres pràctiques que podem relacionar amb la bruixeria les trobem molt abans de l'Edat Moderna, amb l'aparició de la fetilleria a l'època grecoromana. La fetilleria és un conjunt de pràctiques màgiques i ciències ocultes amb l'objectiu d'incidir a la realitat amb l'ajuda d'éssers sobrenaturals i utilitzant la mateixa naturalesa. Segons Roma (2007) les figures que podem relacionar amb la fetilleria són les pitonisses gregues, les sibil·les romanes, les druïdesses celtes, les nimfes i les fades d'aigua. Aquestes últimes sorgeixen i reben més importància a Gran Bretanya, on són anomenades fairies. El motfairy prové del llatí fatum, que significa encantar.
Mentre que les fairies utilitzaven una màgia que Lègere i White (2019) etiqueten com a blanca i, per tant, benèvola, les sibil·les i pitonisses feien servir la màgia negra, que cerca el mal o actuar de manera egoista, com per exemple amb l'endevinació de l'avenir, com afirma Palacios Jurado (2018).
L'origen de les pràctiques de bruixeria també pot ser cercat en la supervivència de cultes pagans, tot i que trobem figures relacionades molt abans, a l'època grecoromana. A l'Occident cristià, la bruixeria ha estat sovint associada amb la creença i adoració al diable, especialment durant l'edat mitjana. Castell Granados (2013) ens explica que la bruixa, com a practicant de la bruixeria, fou assenyalada com a enemiga i perseguida, la qual cosa va desencadenar una obsessió per la bruixeria que acabà en nombrosos processos i execucions de bruixes (el que s'anomena caça de bruixes). La pena aplicada a la gran majoria d'acusades, ja que normalment eren dones, era la de mort. Moltes dones de l'època van ser penjades a la forca o cremades a la foguera. Es calcula que a Europa el nombre de persones cremades fou d'unes 500.000, tot i que certes teories apunten al fet que varen ser molts milers més, ja que als pobles molts cops es feien judicis i crema de bruixes sense comptabilitzar-les de manera oficial als registres.

## Primers noms propis: elles
Trobem un recull de personatges que anomena deesses-bruixes, que són personatges mitològics grecoromans que van ser divinitzats i que, a causa de les seves característiques, van ser acusades de bruixes: Hècate, Circe, Pandora i Lilit.
Hècate és descendent de divinitats, neta del déu del cel, Urà. Aquesta deessa té un gran poder, concedit per Zeus i fa que pugui complir els desitjos de tothom, divinitats i gent de la terra. Va passar de ser considerada una salvadora a causar terror pel seu gran poder.
Circe, en canvi, apareix a la famosa obra l'Odissea, que data aproximadament del segle viii aC. Les característiques que ens mostren de la divinitat és la seva capacitat d'enamorament i la seva destresa.
També a la mitologia grega trobem un personatge també molt present en els textos de bruixes: Pandora. En aquest context es considera la primera dona, creada amb argila i amb diferents poders com ara la seducció, el domini del teler i un caràcter inestable. L'objectiu de crear-la era que els homes se sentissin atrets a aquest mal i objectivitzar-la com una temptació per l'home.
Pel que fa a la religió hebrea, trobem a Lilit, que era una figura femenina que fou creada al mateix temps que Adam (personatge bíblic), però que va abandonar el Jardí de l'Edèn, fent que posteriorment Déu creés Eva a partir de la costella del primer home. Lilit representa la vertadera primera dona tot i que era un personatge rebel, ja que no volia seguir les ordres ni de Déu ni del primer home amb el qual havia de conviure, Adam.
La unió de totes elles ens porta a una clara referència a les característiques relacionades amb les bruixes i dones d'aigua: la mala intenció, la unió amb la naturalesa, la simbologia de la nit i la lluna (com a oposat del dia i del sol), la imatge de castedat, però alhora el poder de seducció i, finalment, la rebel·lia contra les ordres que els volen imposar. Va ser a partir de la classificació d'aquestes actituds com a actes de bruixeria que, de manera indirecta, tota dona que seguís aquestes conductes seria titllada de la mateixa manera.

## Bruixeria a Catalunya
Catalunya fou el lloc de la península Ibèrica amb més condemnades per bruixeria segons l'especial No eren bruixes de la revista Sàpiens. La bruixeria, juntament amb el bandolerisme i el tràfic de monedes falses eren els fets principals que es lligaven a la marginalitat a principis del segle xvii. La Gran Repressió a les terres catalanes contra les bruixes va ser durant el quinquenni de 1618-1622.
Als Països Catalans, consten documentalment processos i ordenacions que prohibeixen la bruixeria des dels segles xiv i xv, però va ser al segle xvi quan es produí el procés de les monges del convent de Benifassà i, ja al segle xvii, els processos de les bruixes de Vic (1618-1620), amb la mort de la famosa bruixa dita La Napa, del Lluçanès, les instruccions de Felip III als bisbes, i el procés del 1627 contra els seguidors del bruixot Llorenç Calmell.
Al segle xviii s'observa una reacció contra aquesta creença, manifestada en diverses obres publicades, com la dels enciclopedistes francesos. Però encara en ple segle xix van tenir lloc alguns processos.
Dues de les dates més rellevants a Catalunya relacionades amb la bruixeria són la nit de Sant Joan (24 de juny) i la nit de Sant Silvestre (31 de desembre). Es creia que aquelles nits la màgia de les bruixes era encara més poderosa.

### Caça de bruixes a Catalunya
La cacera de bruixes als Països Catalans fou un conjunt de mesures inquisitorials contra dones sospitoses de bruixeria durant l'edat mitjana, a partir del segle xvii, quan la bruixeria comença a considerar-se un perill i s'apodera de la societat una psicosi col·lectiva, seguint la línia del que estava passant a la resta d'Europa.
Al segle xiv, el dominic Nicolau Eimeric, conegut per la seva radicalitat i violència, redacta la seva obra més famosa, Directorium inquisitorum, en què defineix la bruixeria i les formes de descobrir les bruixes i en el qual assegura l'existència de bruixes i adoradors del dimoni. Al segle xiv es registren els primers processos a bruixes. Les condemnes eren llavors lleus i consistien en amonestacions, dejunis i peregrinacions a Montserrat. Els processos van continuar durant els segles posteriors: al segle xv es registra a Amer el primer procés important que va convèncer la població de l'existència de bruixes; al segle xvii hi va haver els anys de persecució màxima, incloent-hi tortures i execucions, l'última de les quals es tenen dades fiables data de la segona meitat del segle xviii. S'estima que durant aquest període van ser executades més de 400 dones.

#### Geografia de bruixeria catalana
A la província de Barcelona trobem els municipis de: Molins de Rei (plaça del Poble), Centelles, Martorell, Collbató, Santa Maria de Merlès (gorg de les Heures, paratge de la riera de Merlès, pla de Pinós), Sant Bartomeu del Grau, Pedraforca, Borredà, Sagàs, Barcelona ciutat (plaça Sant Ramon del Call), Arenys de Munt, Dosrius, El Brull, Balenyà, Vic (plana de Vic).
A la província veïna, Tarragona, trobem: Altafulla, Vimbodí i Poblet, Solivella, Riudecanyes, Vinebre, Santa Coloma de Queralt, Reus, Miravet, Ulldemolins, Bellveí.
A Girona trobem més nombre de municipis amb tradició de bruixes: Orriols, Llers, Cadaqués, Viladrau, Palamós, Molló, Arbúcies, Navata, Blanes, el Port de la Selva (Sant Pere de Rodes), massís del Canigó, Meranges (l'estany de Malniu), Girona ciutat, Breda, Sant Hilari Sacalm.
A l'última província, Lleida, el llistat de municipis seria el següent: Solsona, Sort, Serra de Sant Gervàs, Serra del Cadí, Cervera, Vall d'Àneu, Vallbona de les Monges, les Bordes, Vall d'Aran (pla de Beret). A més, trobem altres localitzacions arreu del territori com ara: Andorra la Vella, Canillo, Roc de la pinya, Espinavessa, Montsat, Pedrafita de la Vall d'Aro, Perús, collet de Salavert i Formiguera.